# Garth Brooks (음반)
| 전문가 평가                   | 전문가 평가 |
| 평가 점수                     | 평가 점수   |
| 출처                          | 점수        |
| ----------------------------- | ----------- |
| AllMusic                      | [ 1 ]       |
| Chicago Tribune               | [ 2 ]       |
| The Rolling Stone Album Guide | [ 3 ]       |

《Garth Brooks》는 1989년 4월 12일, 캐피틀 내슈빌을 통해 발매된 미국의 컨트리 음악 아티스트 가스 브룩스의 데뷔 스튜디오 음반이다. 빌보드 200에서 13위, 톱 컨트리 음반 차트에서 2위를 차지하며 비평가와 차트 모두 성공을 거두었다. 이 음반은 미국 음반 산업 협회로부터 천만 장 이상의 출하량을 기록하며 다이아몬드 인증을 받았다.

## 배경
브룩스는 이 음반에 대해 이렇게 말했다.
이 음반은 1989년 4월, 미국에서 발매되었습니다. 정말 무서워 죽을 것 같았어요. 저는 음반이 매우 순진하다고 생각했어요. 라디오나 음반 자체에서 그런 노래를 들을 때마다, 심지어 라이브로 재생할 때도 진실해야 합니다. 1988년과 1989년에도 그랬던 것처럼 무서운 느낌이 들어요. 음반을 받든 안 받든, 음반을 가지고 있든 없든, 관심을 가져줘서 고마워요. 첫 음반은 항상 어떤 아티스트에게도 큰 음반이고 저는 이기적인 느낌을 주려고 하지 않고 첫 음반이 매우 자랑스럽습니다.

## 상업적 성과
《Garth Brooks》는 미국 빌보드 200에서 13위로 정점을 찍었고, 톱 컨트리 음반에서는 2위로 정점을 찍었다. 2006년 11월에는 미국 음반 산업 협회로부터 미국 내 천만 장 이상의 다이아몬드 출하량을 인정받았다. 현재까지 이 음반은 미국에서 천만 장을 출하했다.

## 곡 목록
| #   | 제목                                       | 작사·작곡                          | 재생 시간 |
| --- | ------------------------------------------ | ---------------------------------- | --------- |
| 1.  | 〈Not Counting You〉                       | 가스 브룩스                        | 2:34      |
| 2.  | 〈I've Got a Good Thing Going〉            | 래리 바스티안, 브룩스, 샌디 말     | 2:54      |
| 3.  | 〈If Tomorrow Never Comes〉                | 켄트 블레이지, 브룩스              | 3:41      |
| 4.  | 〈Everytime That It Rains〉                | 브룩스, 타이 잉글랜드, 찰리 스테플 | 4:12      |
| 5.  | 〈Alabama Clay〉                           | 래리 코들, 로니 스캐이프           | 3:39      |
| 6.  | 〈Much Too Young (To Feel This Damn Old)〉 | 브룩스, 랜디 테일러                | 2:58      |
| 7.  | 〈Cowboy Bill〉                            | 바스티안, 에드 버그호프            | 4:33      |
| 8.  | 〈Nobody Gets Off In This Town〉           | 바스티안, 드웨인 블랙웰            | 2:19      |
| 9.  | 〈I Know One〉                             | 잭 클레멘트                        | 2:55      |
| 10. | 〈The Dance〉                              | 토니 아라타                        | 3:38      |

## 인증
| 국가                       | 인증       | 판매량/출하량 |
| -------------------------- | ---------- | ------------- |
| 미국 (RIAA)                | 다이아몬드 | 10,000,000^   |
| ^출하량을 기반으로 한 인증 |            |               |